# Polityka restrukturyzacji

## Polityka restrukturyzacji
Najbardziej dojrzała forma polityki strukturalnej, oznacza zespół oddziaływań państwa za pomocą narzędzi ekonomicznych, mających na celu przyspieszenie procesu przemieszczania zasobów z gałęzi przestarzałych, nierentownych i nie wytrzymujących wymogów konkurencji do gałęzi nowoczesnych, bardziej rentownych i bardziej konkurencyjnych. Polityka restrukturyzacyjna ma na celu przebudowanie istniejących struktur gospodarczych w taki sposób, aby elementy tejże struktury notowały wyższą efektywność ekonomiczną oraz charakteryzowały się nowoczesnością. Wiąże się to z preferencjami dla określonych rodzajów działalności gospodarczych, bądź gałęzi gospodarki, dzięki czemu nastąpi ich szybszy rozwój. Prowadząc politykę restrukturyzacji państwo ma na celu wzrost konkurencyjności jego gospodarki w skali międzynarodowej, bądź poprawę funkcjonowania niewydajnych sektorów gospodarki.

## Wyróżnia się politykę restrukturyzacji
- przemysłu - Jej pierwszorzędnym celem jest podniesienie konkurencyjności przedsiębiorstw, zwiększenie jakości produktów, wydajności oraz obecnie bardzo ważnym wprowadzanie nowinek technicznych oraz zaawansowanych technologii. (zob.też Polityka przemysłowa)
- rolnictwa - Głównym celem polityki restrukturyzacji rolnictwa jest podniesienie jakości produktów, zmniejszenie zatrudnienia w tym sektorze, jednocześnie zwiększając wkaźnik mechanizacji oraz zwiększenie plonów.
- regionów - Jej celem jest przede wszystkim poprawienie konkurencyjności regionów słabo rozwiniętych, obecnie jest to polityka regionalna.(zob.też Polityka regionalna Unii Europejskiej)
- oświaty - Celem restrukturyzacji oświaty jest podniesienie poziomu edukacji społeczeństwa, wyrównanie szans edukacyjnych, sprzyjanie poprawie jakości edukacji rozumianej jako integralny proces wychowania i kształcenia.
- służby zdrowia - Celem restrukturyzacji służby zdrowia jest dostosowanie istniejących jednostek ochrony zdrowia oraz kosztów udzielanych przez nie świadczeń do aktualnych wymogów rynku świadczeń zdrowotnych oraz poprawa dostępności i jakości udzielanych świadczeń zdrowotnych[1].

## Przykłady polityki restrukturyzacji
- przemysłu
  - „Restrukturyzacja górnictwa węgla kamiennego w latach 2004 – 2006 oraz strategia na lata 2007 – 2010” przyjęty przez Ministerstwo Gospodarki
  - „Strategia dla przemysłu stoczniowego(morskie stocznie produkcyjne) w Polsce w latach 2006-2010” przyjęty przez Ministerstwo Gospodarki
- rolnictwa 
  - „Restrukturyzacja i modernizacja sektora żywnościowego oraz rozwój obszarów wiejskich 2004-2006” w ramach Sektorowego Programu Operacyjnego
- regionów
  - Plan rozwoju miejscowości Bzite
  - Zintegrowany Program Operacyjny Rozwoju Regionalnego (ZPORR) w ramach Narodowego Planu Rozwoju na lata 2004-2006
- oświaty
  - Reforma systemu oświaty wprowadzona w Polsce w 1999 r.
- służby zdrowia
  - Reforma służby zdrowia z 1999 r. stary1.portalmed.pl